# وارز
وارز (بالإنجليزية: Warez)‏ وتعني برامج الحاسوب التي يقع توزيعها بطريقة غير شرعية وخاصة عن طريق الأنترنت (عن طريق شبكة تسمى "داركنت") وتحظى هذه البرامج بقبول كبير لدى مستخدمي الإنترنت لأنهم بذلك يستعملون البرامج مجانًا ودون الاضطرار لشراء البرنامج، وتحميل الوارِز يعتبر قرصنة وسرقة ومحرم دوليًا.

## الاسم
كلمة (بالإنجليزية: Warez)‏ تحريف لكلمة (بالإنجليزية: Wares)‏ وتعني في الأصل برامج حاسوب والوارز لا يمثل البرامج فقط بل يعني أيضًا الأفلام وألعاب الحاسوب والأغاني إلى غير ذلك من البيانات التي يتم تحميلها ويرمز استبدال حرف الs بالz إلى أنها وارز.

## عنه
الوارز محرمة دوليًا وتحميلها قد يؤدى إلى المسائلة القانونية في معظم بلدان العالم. وفي الأنترنت ينتشر الوارز عبر مواقع كثيرة أجنبية وعربية، ويتم الحصول على تلك المواد عبر تحميلها من مواقع تورنت أو مواقع تقدم خدمة التحميل عبر مواقع مشاركة الملفات. وهذه المواقع تشكل خطرًا كبيرًا على الشركات المنتجة لألعاب الفيديو وأيضًا شركات هوليوود، ففي السنوات الخمسة الأخيرة الكثير من الشركات المعروفة أفلست منها شركة THQ.